# Chuluota
Chuluota é uma Região censo-designada localizada no estado americano de Flórida, no Condado de Seminole.

## Demografia
Segundo o censo americano de 2000, a sua população era de 1921 habitantes.

## Geografia
De acordo com o United States Census Bureau tem uma área de
5,7 km², dos quais 4,7 km² cobertos por terra e 1,0 km² cobertos por água.

## Localidades na vizinhança
O diagrama seguinte representa as localidades num raio de 24 km ao redor de Chuluota.